# Casiphia szechuana
Casiphia szechuana är en skalbaggsart som först beskrevs av Heyrovský 1933.  Casiphia szechuana ingår i släktet Casiphia och familjen långhorningar. Inga underarter finns listade.